# Dietrich Mateschitz

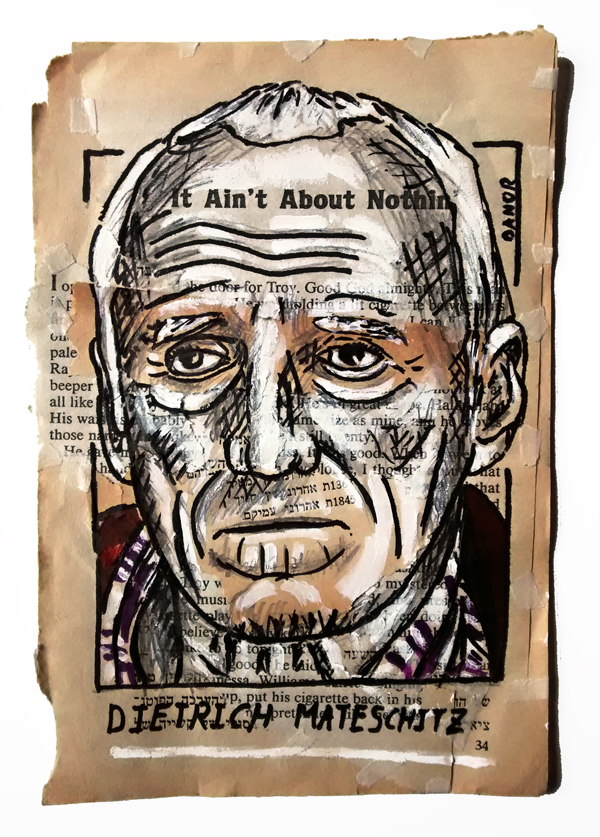
Porträt Dietrich Mateschitzs, Collage von Danor Shtruzman (2017)

Dietrich Markwart Eberhart „Didi“ Mateschitz (* 20. Mai 1944 in Sankt Marein im Mürztal, Steiermark; † 22. Oktober 2022 in St. Wolfgang im Salzkammergut, Oberösterreich) war ein österreichischer Unternehmer. Er machte die Marke Red Bull international bekannt und galt als reichster Österreicher. Außerdem gründete er das Red Bull Media House, das den Fernsehsender ServusTV betreibt.

## Leben
Mateschitz’ Mutter Maria Auguste, geborene Kahr (* 1914) aus der Steiermark und sein aus Maribor stammender Vater Franz Adam Mateschitz ließen sich früh scheiden. Er hatte eine vier Jahre ältere Schwester, Helgard. Nachdem er die Hochschule für Welthandel in Wien als Diplomkaufmann absolviert hatte, war er unter anderem für Jacobs Kaffee als Handelsvertreter und für den Zahnpastahersteller Blendax als Marketingchef tätig.
Während einer Geschäftsreise nach Thailand wurde Mateschitz 1982 auf den von Chaleo Yoovidhyas Firma T. C. Pharmaceuticals produzierten Energydrink Krating Daeng (dt. „roter Stier“) aufmerksam und erwarb in der Folge die Lizenzrechte für den Vertrieb der Marke außerhalb Asiens. 1984 gründete er zusammen mit Yoovidhya die Red Bull GmbH mit Sitz in Fuschl am See. Nach einer Abwandlung der Rezeptur des thailändischen Originals und der Entwicklung eines Marketingkonzepts wurde am 1. April 1987 das Getränk Red Bull in Österreich und 1992 in Ungarn eingeführt. In der Folgezeit wurde dieses zum Weltmarktführer bei Energydrinks.
Als Tochter der Red Bull GmbH fasst Red Bull Media House mehrere Subfirmen zusammen, die sich der Produktion und dem Vertrieb unterschiedlicher Medien, insbesondere dem Fernsehsender ServusTV und auch von Musik, widmen. Mateschitz trat als Sponsor von zahlreichen Extremsportarten und -veranstaltungen wie dem Red Bull Dolomitenmann (ab 1997), dem Red Bull Stratos (2012) und der Red Bull Cliff Diving World Series (ab 2009) auf. Außerdem war er als Sponsor für den Automobilrennstall Sauber (ab 1995) in der Formel 1 und später mit dem eigenen Formel-1-Team Red Bull Racing (ab Ende 2004) aktiv.
Mateschitz galt als Marketingspezialist, sein Unternehmen ist bekannt für kreative Werbung. Zudem sammelte er Flugzeuge, die er als sogenannte „Flying Bulls“ auch als Werbeträger einsetzte. Für seine Flugzeuge ließ er am Salzburger Flughafen den von Architekt Volkmar Burgstaller geplanten Hangar-7 errichten. Red Bull ist seit Jahren die gewinnbringendste österreichische Unternehmensmarke.
Mateschitz’ einziges Kind ist sein 1992 als Mark Gerhardter geborener Sohn Mark Mateschitz. Dessen Mutter ist die ehemalige Skilehrerin Anita Gerhardter. Mutter und Sohn bekleiden Führungspositionen in Mateschitz’ Unternehmensgruppe. Ab 2009 war er mit Marion Feichtner liiert.
Mateschitz’ Wahlheimat war Salzburg, wo er in einer Villa im Stadtteil Nonntal lebte. Er starb am 22. Oktober 2022 im Alter von 78 Jahren an Bauchspeicheldrüsenkrebs, der im Jahr zuvor bei ihm festgestellt worden war. Eine Behandlung mit Chemotherapie lehnte er ab und nutzte stattdessen Methoden der Alternativmedizin. Wo sich seine Grabstätte befindet, blieb in der Öffentlichkeit bis heute unbekannt.

## Vermögen
Mateschitz war mit 49 Prozent an der Red Bull GmbH beteiligt. Sein Vermögen betrug laut der Forbes-Liste The World’s Billionaires von 2020 16,5 Milliarden US-Dollar, womit er der reichste Österreicher war und weltweit Platz 57 belegte. Forbes schätzte sein Vermögen 2021 auf 26,9 Milliarden US-Dollar. Laut dem Bloomberg Billionaires Index belegte er im Februar 2022 mit einem geschätzten Vermögen von 15,4 Milliarden US-Dollar den 132. Platz auf der Rangliste der reichsten Menschen der Welt.

## Gesellschaftliches Engagement
2004 gründete Mateschitz mit seinem Freund Heinz Kinigadner die Stiftung Wings for Life, die es sich zum Ziel gesetzt hat, Querschnittlähmung heilbar zu machen.
Im Jahr 2012 wurde bekannt, dass Mateschitz 70 Millionen Euro für die Paracelsus Medizinische Privatuniversität (PMU) zu spenden beabsichtigte. Es ist die bis dahin drittgrößte Privatspende in der Geschichte Europas. Von den 70 Millionen flossen 20 Millionen in die Errichtung eines Querschnitt- und Geweberegenerationszentrums am Bildungscampus „Competence Park“ in Salzburg. Von 2013 bis 2023 fließen von den restlichen 50 Millionen jährlich 5 Millionen an die PMU für die Rückenmarksforschung. Dazu kamen ab 2009 jährlich 350.000 Euro für verschiedene Forschungsprojekte.
Mateschitz finanzierte über seine Quo Vadis Veritas Privatstiftung das von September 2017 bis September 2020 bestehende Medienprojekt Addendum.
Auch in den nachhaltigen Tourismus der Fidschi-Insel Laucala, die er 2003 von der Familie Forbes für 10 Mio. US-Dollar kaufte, investierte er.
Außerdem engagierte er sich ab 2014 in der Gemeinde Altaussee, in dem er die Immobilien der H.M.Z.-Privatstiftung des Industriellen Helmut M. Zoidl sowie weitere Immobilien übernahm und Investitionen für Modernisierungen durchführte.

## Kontroversen
Mateschitz wurde eine Nähe zum Rechtspopulismus bzw. Rechtskonservatismus vorgeworfen. 2017 äußerte er sich in einem Interview in der Kleinen Zeitung vor dem Hintergrund der Flüchtlingskrise 2015 kritisch über die österreichische Flüchtlingspolitik. Im Interview kritisierte er „das unverzeihliche Ausmaß der politischen Fehleinschätzungen und Fehlentscheidungen bei der Nichtbewältigung der Flüchtlingswelle oder, besser gesagt, der Auswanderungswelle“, und es sei schon zu Beginn der Flüchtlingskrise „für jedermann erkennbar“ gewesen, „dass der Großteil der Menschen nicht der Definition des Flüchtlings“ entspreche, weshalb es ein Fehler gewesen sei, die Grenzen nicht zu schließen. Man müsse „taub und blind“ gewesen sein, um dies nicht zu erkennen."
Diese Aussagen erregten große öffentliche Kritik. Mehrere Flüchtlingshelfer veröffentlichten einen offenen Brief an Mateschitz, in dem sie die Aussagen scharf kritisieren. Wegen der Vorwürfe des Rechtspopulismus gegenüber Mateschitz beendete das Berliner Label und Künstlerkollektiv Live From Earth im Oktober 2018 die Zusammenarbeit mit der Red Bull Music Academy zur Kuratierung der offiziellen Abschlussveranstaltung des Red Bull Music Festivals. Bei seinem Auftritt auf dem Red Bull Music Festival im Oktober 2018 wurde dem Klangkünstler Nik Nowak das Mikro abgestellt, als er über fragwürdige Äußerungen Mateschitz’ und die Positionierung des Red-Bull-Konzerns gegenüber Felix Baumgartners – nach Auffassung des Klangkünstlers rechtsextremen – Äußerungen sprechen wollte.
Auch Mateschitz’ Fernsehsender ServusTV und sein Medienprojekt Addendum, das durch die Quo Vadis Veritas Privatstiftung von Mateschitz finanziert wurde, wurde wiederholt aufgrund der rechtspopulistischen Ausrichtung der Medienorganisationen kritisiert. ServusTV wurde während der COVID-19-Pandemie für Corona-Verharmlosung kritisiert. Mehrfach gab der Sender Verschwörungstheoretikern und Impfgegnern eine Bühne.
Mateschitz wehrte sich vehement gegen die Gründung eines Betriebsrates bei ServusTV. 2016 verkündete er die Schließung des Senders, da es eine Initiative zur Gründung eines Betriebsrates gab. Erst als diese abgesagt wurde, nahm er die Betriebseinstellung und die Kündigung der Mitarbeiter zurück.
Zu Diskussionen führten auch die im Rahmen der Werbekampagne „Red Bull verleiht Flügel“ gedrehten Filme mit Extremsportlern, von denen mehrere bei den Aufnahmen schwer verletzt wurden oder ums Leben kamen.